# Чёрная Речка (Сертолово)
Чёрная Ре́чка (фин. Alosaari — Нижний остров) — упразднённая деревня на территории Всеволожского района Ленинградской области. С 27 октября 1998 года — микрорайон города Сертолово.

## История
Картографическое упоминание селения Alosarih есть на шведской карте Ингерманландии 1704 года.
Оно же как Аллосари обозначено на карте Адриана Шонбека — «Географический чертеж Ижорской земли» 1705 года.
Как деревня Чорная она упоминается на «Карте окружности Санкт-Петербурга» 1810 года.

АЛОСАРИ — деревня вотчины Белоостровской, принадлежит Кайдановой, действительной статской советнице, жителей по ревизии 25 м. п., 29 ж. п. (1838 год)

В пояснительном тексте к этнографической карте Санкт-Петербургской губернии П. И. Кёппена 1849 года деревня записана как Alosaari (Чёрная Речка и Алосари) и указано количество её жителей на 1848 год: эвремейсов — 7 м. п., 8 ж. п., савакотов — 23 м. п., 34 ж. п., всего 72 человека.

АЛОСОРИ — деревня графини Левашовой, по Выборгскому почтовому тракту 40 вёрст далее по просёлкам, 10 дворов, 24 души м. п. (1856 год)

Согласно «Топографической карте частей Санкт-Петербургской и Выборгской губерний» в 1860 году деревня Алосари (Черно-рецкая) насчитывала 10 дворов, в ней находился постоялый двор и дом лесничего.

АЛОСАРИ (ЧЁРНОРЕЦКА) — деревня владельческая при рч. Чёрной, 12 дворов, 25 м. п., 40 ж. п. (1862 год)

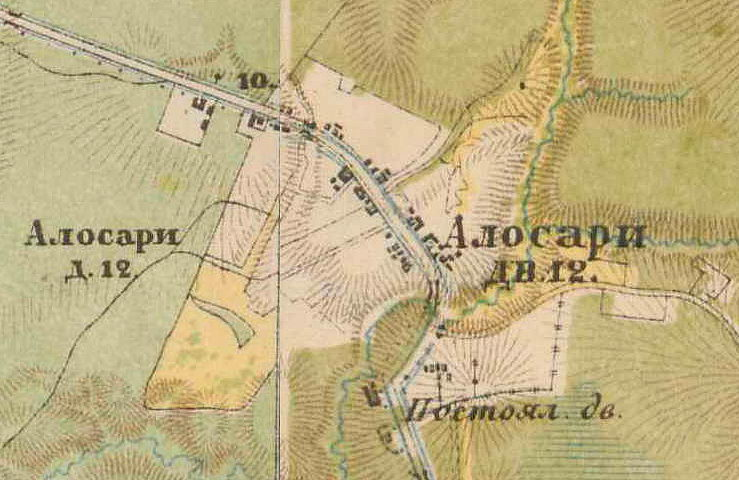
План деревни Алосари. 1885 год.

В 1885 году деревня насчитывала 12 дворов.
ЧЁРНАЯ РЕЧКА (АЛОСАРЬ тожь) — селение с 18 дворами и 136 жителями, находится в 25 верстах от столицы, на шоссе, при речке Чёрной. Местность, окружающая селение, ровная и только изредка холмистая, сухая, лесистая; почва — супесчаная; в одной версте от деревни небольшое болото. Жители пользуются водою из колодцев (11), где вода стоит на глубине от 2 до 5 саж. от поверхности почвы; воды в колодцах мало, она беловатая, жесткая, без запаха. Селение расположено на возвышенности (около 6 саж. выше уровня воды в рек) и представляет одну широкую улицу; дома отделены друг от друга полями от 10 до 20 сажень. Преобладающая постройка домов — одноэтажная, почти на половину курных изб; селение вообще бедное. Жители занимаются земледелием, молочным хозяйством, свалкою мусора и «золота». Преобладающий язык — финский, лютеране. В селении имеется кабак. Из местных болезней наблюдались — глазные.Симанский В. К. (1892 год)

АЛЛОСАРЬ (ЧЁРНАЯ РЕЧКА) — деревня на земле Белоостровского сельского общества по Выборгскому шоссе, при р. Чёрной, 19 дворов, 44 м. п., 66 ж. п. — всего 110 чел., постоялый двор с продажей крепких напитков.

ЧЁРНАЯ РЕЧКА — деревня, Юкковского сельского общества при Чёрной речке, 6 дворов, 17 м. п., 12 ж. п., всего 29 чел., смежно с деревней Чёрная Речка же по другую сторону реки, Белоостровской волости. (1896 год)

В конце XIX — начале XX века деревня административно относилась к Белоостровской и Осинорощенской волостям 3-го стана Санкт-Петербургского уезда Санкт-Петербургской губернии.

АЛОСАРИ (ЧЁРНОРЕЦКА) — деревня Белоостровского сельского общества Белоостровской волости, число домохозяев — 14, наличных душ: 37 м. п., 51 ж. п.; количество надельной земли — 108 дес. Винная лавка № 481.

ЧЁРНАЯ РЕЧКА (АЛОСАРИ) — селение Юкковского сельского общества Осинорощинской волости, число домохозяев — 3, наличных душ — 12; количество надельной земли — 13 дес. 1800 саж. (1905 год)

В 1908 году в деревне Алласарь проживали 150 человек из них 18 детей школьного возраста (от 8 до 11 лет), а в смежной деревне Чёрная Речка — 31 человек из них 3 детей.
В 1909 году в деревне был 21 двор.
С 1917 по 1923 год  деревня Аллосарь входила в состав Белоостровского сельсовета Петроградского уезда.
С 1923 года в составе Мертутского сельсовета Сестрорецкой волости Ленинградского уезда.
С 1924 года в составе Парголовской волости.

АЛЛОСАРЫ — деревня Мертутского сельсовета Парголовской волости, 59 хозяйств, 239 душ.

Из них: русских — 5 хозяйств, 24 души; финнов-ингерманландцев — 54 хозяйства, 215 душ. (1926 год)

С 1927 года в составе Парголовского района.
С 1930 года в составе Ленинградского Пригородного района.
С 1931 года в составе Красноостровского сельсовета.
По административным данным 1933 года деревня называлась Аллосари и относилась к Красноостровскому финскому национальному сельсовету.
С 1935 года в составе Куйвозовского финского национального района.
До 1936 года — место компактного проживания ингерманландских финнов. В течение мая-июля 1936 года все жители деревни были выселены в восточные районы Ленинградской области. Выселение гражданского населения из приграничной местности осуществлялось в Бабаевский, Боровичский, Вытегорский, Кадуйский, Ковжинский, Мошенской, Мяксинский, Пестовский, Петриневский, Пришекснинский, Устюженский, Хвойнинский, Чагодощенский, Череповецкий и Шольский районы. В настоящее время они входят в состав Вологодской и Новгородской областей. С 1936 года вновь в составе Парголовского района.
С 1937 по 1944 год в составе Александровского сельсовета. 

Деревня Чёрная Речка (Аллосарь) на карте 1940 года

Согласно топографической карте РККА 1940 года деревня насчитывала 40 дворов.
В 1943 году на административный учёт был взят посёлок Чёрная Речка. После войны деревня Аллосарь была снята с административного учёта с формулировкой «после войны не восстановлена».
С 1943 по 1950 год посёлок Чёрная Речка находился в составе Левашовского сельсовета Парголовского района.
С 1950 по 1954 год — в составе Чернореченского сельсовета.
С 1 апреля 1954 года посёлок Чёрная Речка находился в составе Всеволожского района.
В 1958 году население посёлка составляло 1094 человека.
Перед упразднением, в 1997 году, в деревне Чёрная Речка проживали 4000 человек.
27 октября 1998 года Законодательным собранием Ленинградской области был принят областной закон № 40-оз «Об отнесении посёлка Сертолово Всеволожского района к категории городов областного подчинения», этим же законом в состав города Сертолово была включена деревня Чёрная Речка, а также посёлки Сертолово-1 (третий городок), Сертолово-2 и деревня Сертолово-2.

## Транспорт
С Санкт-Петербургом Чёрную Речку связывают автобусные маршруты: № 676 (до станции метро  «Проспект Просвещения»), протяжённостью 20,9 км, № 435 (до ул. Жени Егоровой) и № 439 (до станции метро  «Парнас»).

## Фото

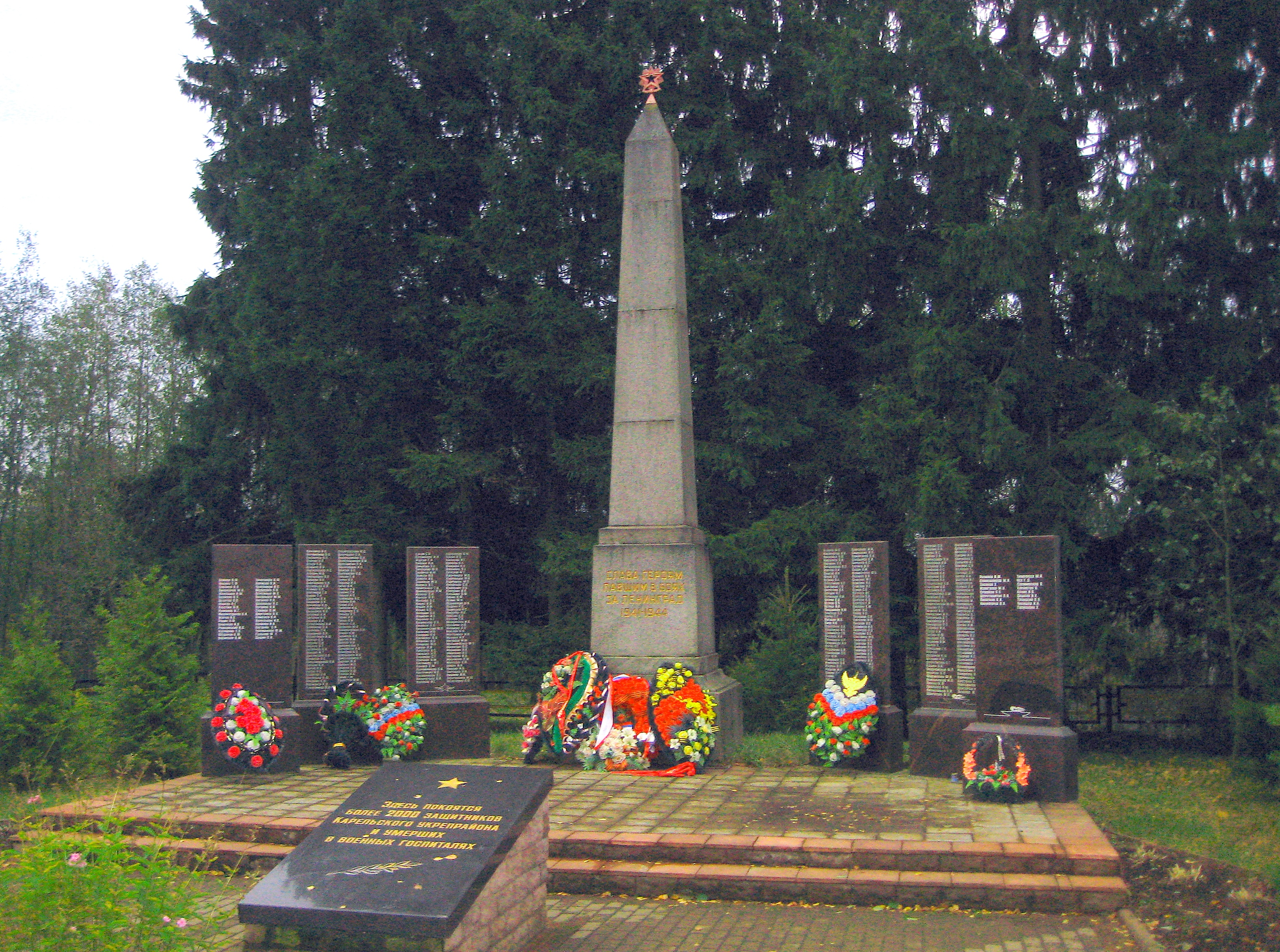
Братская могила советских воинов
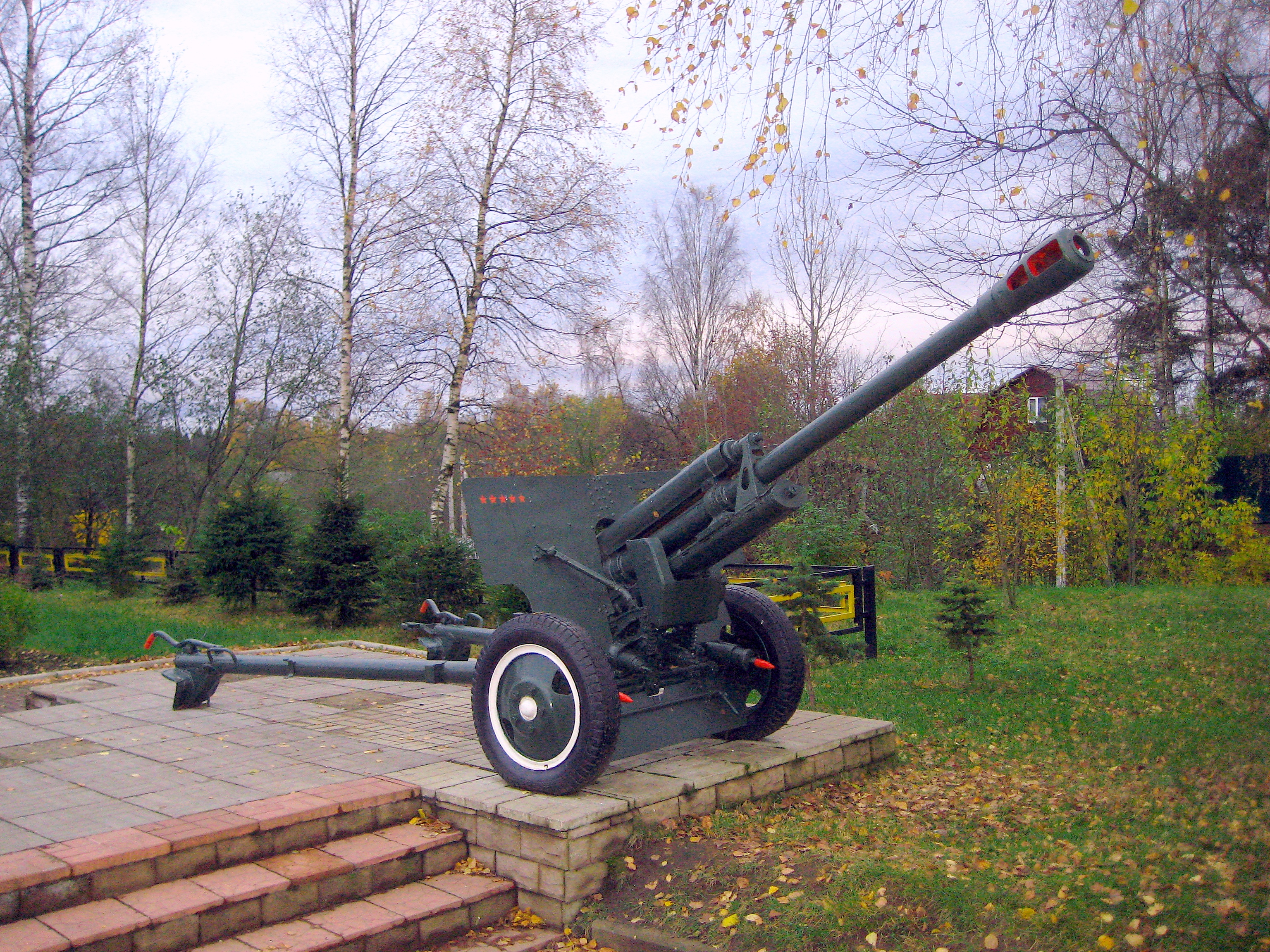
Мемориал советским воинам

## Улицы
Верная, Ветеранов, Героев Семёрки, Златоглавая, Любимая, Оптимистов, площадь Согласия
Название улицы Героев Семёрки связано с историей ДОТа № 07, известного также как «Бункер Оянена».